# Фукни
Фукни (фр. Fouquenies) насеље је и општина у североисточној Француској у региону Пикардија, у департману Оаза која припада префектури Бове.
По подацима из 2011. године у општини је живело 427 становника, а густина насељености је износила 67,24 становника/km². Општина се простире на површини од 6,35 km². Налази се на средњој надморској висини од 73 метара (максималној 142 m, а минималној 67 m).

## Демографија
| 1962. | 1968. | 1975. | 1982. | 1990. | 1999. | 2011. |
| ----- | ----- | ----- | ----- | ----- | ----- | ----- |
| 212   | 218   | 534   | 530   | 434   | 439   | 427   |

График промене броја становника у току последњих година